# Береснев, Вячеслав Мартынович
Береснев, Вячеслав Мартынович (род. 1946) – советский и украинский физик, доктор технических наук (2007), профессор (2014), профессор кафедры материалов реакторостроения и физических технологий физико-технического факультета Харьковского национального университета имени В.Н. Каразина (с 2009 г). Автор работ по физическому материаловедению, физике твердого тела, плазменным технологиям, ионно-плазменным покрытиям, наноматериалам и нанотехнологиям. Заслуженный деятель науки и техники Украины (2025).

## Биография
Родился в городе Харькове в семье служащих. После окончания средней школы поступил на физический факультет Харьковского государственного университета имени А.М. Горького, который окончил в 1972 г . (кафедра кристаллофизики), получив диплом с отличием.
После окончания университета работал на должностях инженера, младшего научного сотрудника, научного сотрудника, старшего научного сотрудника в Харьковском физико-техническом институте, Харьковском политехническом институте, Харьковском государственном университете, Научном физико-технологическом центре МОН и НАН Украины. В  1981 г. защитил кандидатскую диссертацию в сфере материаловедения твердых и сверхтвердых соединений переходных металлов. После защиты в конце 2006 г. докторской диссертации на тему «Принципы создания ионно-плазменных многокомпонентных многофункциональных покрытий с высокими эксплуатационными свойствами» ему в феврале 2007 г. была присвоена степень доктора технических наук по специальности 05.02.01 - материаловедение.
С октября 2009 работает профессором кафедры материалов реакторостроения (с сентября 2012 - материалов реакторостроения и физических технологий) физико-технического факультета Харьковского национального университета имени В.Н. Каразина.
Неоднократно руководил выполнением важных фундаментальных и прикладных научно-исследовательских работ, значительная часть которых нашла внедрение в производство.
За 8 лет работы на кафедре материалов реакторостроения и физических технологий под его руководством подготовлено и защищено 8 кандидатских диссертаций (Маликов Л.В. – 2009; Стервоедов А.Н. – 2010; Турбин П.В. – 2011; Дробышевская А.А. – 2011, Грудницкий В.В. – 2013, Торяник И.Н. – 2014, Гранкин С.С. – 2016, Немченко У.С. – 2017).

## Руководство научной работой студентов
Немченко У.С. – 2012, диплом III степени Всеукраинского конкурса студенческих научных работ по естественным, техническим и гуманитарным наукам;
Ганенко В.В. – 2014, диплом II степени Всеукраинского конкурса студенческих научных работ по естественным, техническим и гуманитарным наукам.
Профессор В.М. Береснев является членом двух специализированных советов по защите диссертаций (по специальности 01.04.07 - физика твердого тела, Сумской государственный университет, по специальности 05.02.01 - материаловедение, Харьковский национальный автомобильно-дорожный университет), он член редколлегии журналов «Журнал физики и инженерии поверхности», «Восточно-Европейский физический журнал», сопредседатель организационного комитета международных конференций «Физико-химические основы формирования и модификации микро- и наноструктур».
По результатам научной работы за 2011 год награжден премией университета имени В. Н. Каразина ІІІ степени.

## Научный багаж
В. М. Береснев является соавтором около 300 научных и научно-методических работ, среди которых 9 коллективных монографий и разделов монографий, 4 учебных пособия, более 20 изобретений, защищенных авторскими свидетельствами и патентами.

## Основные публикации

### Монографии и разделы монографий
1.     Береснев В.М., Перлов Д.Л., Федоренко А.И. Экологически безопасные вакуумно-плазменное оборудование и технологии нанесения покрытий – Харьков: ХИСПИ, 2003. – 292 с.
2.     Chapter 11. Influence of deposition parameters on the structure and properties of nitride coatings / A.D. Pogrebnjak, N.A. Azarenkov, V.M. Beresnev, S.V. Lytovchenko. //  Manufacturing Nano-structures. - University of Central Lancashire (UK), One Central Press (OCP), 2014.  – Р. 294 – 317.
3.      Азаренков Н.А., Береснев В.М., Погребняк А.Д., Колесников А.Д. Основы получения наноструктурных покрытий, наноматериалов и их свойства. - 2011. - М.: Физмат литература, книжный дом «ЛИБРИКОМ». - 357с.
4.      Азаренков Н.А., Соболь О.В., Погребняк А.Д., Береснєв В.М. Инженерия вакуумно-плазменных покрытий. - 2011. - Х.: ХНУ имени В.Н. Каразина. – 344 с.
5.      Роgrebnjak A.D., Beresnev V.M. Nanomaterials and nanotechnology. N.Y., Bentham, 2010.− 271 p.
6.      A.D. Pogrebnjak and V.M. Beresnev. Nanocoatings, Nanosystems, Nanotechnologies –
e-books, Bentham Sci. Publ., 155 pp., (2012).
7.     Азаренков Н.А., Соболь О.В., Береснев В.М., Погребняк А.Д., Литовченко С.В., Иванов О.В. Материаловедение неравновесного состояния модифицированной поверхности: монография – Сумы: Сумской государственный университет, 2013. – 683 с.
8.     Nanocomposites: new trends and developments / INTECH, Ed. By Farzad Ebrahimi, 2012. - 503 p. // A. D. Pogrebnjak and V. M. Beresnev. Chapter 6. Hard Nanocomposite Coatings, Their Structure and Properties - Р. 123-160.
9.     Pogrebnyak A.D. Nanocoatings Technology of Fabrication of Nanostructure (Nanocomposite) Coatings with High Physical and Mechanical Properties Using C-PVD / A.D. Pogrebnyak, O.V. Bondar, N.A. Azarenkov, V.M. Beresnev, O.V. Sobol, N.K. Erdybaeva // CRC Concise Encyclopedia of Nanotechnology, 2015. – Р. 624-652.

### Учебные пособия
1. Функціональні матеріали і покриття :     навчальний посібник / [М.О. Азарєнков, В.М. Береснєв, С.В.     Литовченко, П.В. Турбін, В.О. Чишкала]. - Х.: ХНУ імені     В.Н. Каразіна, 2013. – 208 с.
2. Наноматеріали і нанотехнології :     навчальний посібник /  Азарєнков     М.О., Неклюдов І.М., Береснєв В.М., Воєводін В.М., Погребняк     О.Д., Ковтун Г.П., Соболь О.В., Удовицький В.Г.,  Литовченко С.В., Турбін П.В., Чишкала     В.О. - Харків:  ХНУ імені В.Н.     Каразіна. - 2014. – 322 с.
3. Береснев В.М., Комаров Ф.Ф.,     Купчишин А.И., Погребняк А.Д., Кылышканов М.К. Наноматериалы, покрытия,     технологии. Усть-Каменегорск, ВКГТУ, 2010.−157 с.
4. Н.А. Азаренков, В.М. Береснев, А.Д. Погребняк, Л.В. Маликов,     П.В. Турбин. Наноматериалы, нанопокрытия, нанотехнологии: учебн.     пособие - Харьков: ХНУ имени В.Н. Каразина, 2009. – 209 с. – ISBN 978-966-623-592-6

### Избранные статьи
1. Погребняк А.Д., Шпак А.П., Азаренков     Н.А., Береснев В.М. Структуры и свойства твердых и сверхтвердых  нанокомпозитных покрытий // Успехи     физических наук. − 2009. − Т. 179, №1. − С. 36-64.
2. Pogrebnjak A.D., Bratushka S.N.,     Uglov V.V., Rusakov V.S., Beresnev V.M., at.el. Structure and properties     of Ti alloys after double implantation // Vacuum. − 2009. − Vol. 89, No.     6. – P. S241-S244.
3. Береснев     В.М., Соболь О.В., Погребгяк А.Д., Турбин П.В., Литовченко С.В.  Термическая стойкость фазового состава,     структуры и напряженного состояния ионно-плазменных конденсатов системы     Zr-Ti-Si-N // ЖТФ  −2010. −Т.80, №6.     − С. 116-121.
4. Beresnev V.M., Роgrebnjak A.D.,     Turbin P.V., Kirik G.V., Kylyshkanov M.K., Shvets O.N., Gritssenko V.I.,     Shipilenko A.P. Tribotechnical and mechanical properties of Ti-Al-N     nanocomposite coatings deposited by ion-plasma method // J. of  Friction and Wear. − 2010.- Vol.31, No5. − P.349-355.
5. Sobol O.V., Pogrebnjak     A.D., Beresnev V.M. Effect of the prepara-tion conditions on the     phase composition, structure, and mechani-cal characteristics of     vacuum-arc Zr–Ti–Si–N coatings //     The Physics of Metals and Metallography. −2011. − Vol. 112,     No. 2. − Р. 118-125.
6. Pogrebnjak A.D., Spak A.P., Beresnev     V.M., Kolesnikov D.A. et. al.     Effect of Thermal Annea-lingin Vacuum and Air on Nanograin Sizes in Hard     and Supernard Coatings Zr-Ti-Si-N// J. of Nanoscience and Nanotechnology.     − 2012. − Vоl. 12, P. 9213-9219.
7. Погребняк А.Д., Братушка С.Н., Береснев В.М., Левинтант-Зайонтс     Н. Эффект памяти формы и сверхэластичность сплавов никелида титана,     имплантированных высокими дозами ионов  // Успехи химии.– 2013. – Т.     82. – № 12. – С. 1135-1159.
8. Smolikov     A., Vezentsev A., Beresnev V., Kolesnikov D. Morphology of Synthetic     Chrysotile Nanofibers (Mg-Hydro Silicate) // Journ. of Materials Science     and Engineering, A. − 2013. − 3(8). − P. 523-530.
9. Азаренков Н.А., Соболь О.В, Береснев     В.М., Погребняк А.Д. и др. Вакуумно-плазменные покрытия на основе     многоэлементных нитридов // Металлофизика и новейшие технологии. − 2013. −     Т. 35, № 8. − С. 1061-1084.
10. Pogrebnjak A.D., Beresnev V.M., Bondar O.V.,     Kaverin M.V., Ponomarev A.G. Investigation of (Ti-Zr-Hf-V-Nb)N     multicomponent nanostructured coatings before and after thermal annealing     by nuclear physics methods of analysis // Russian Physics Journal. – 2013.     – Vol. 56, No. 5. – P. 532-541.
11. Погребняк А.Д., Пшик Ф.В., Береснев В.М., Жоллыбеков Б.Р. Защита от     трения и износа с помощью многокомпонентных нанокомпозитных покрытий на     основе титана // Трение и износ .- 2014, Т.35, №1.- С.72-86.
12. V.M. Beresnev,     S.S. Grankin, S.Yu. Novikov, U.S. Nyemchenko,     O.V. Sobol’, P.V. Turbin. Tribotechnical Properties of the     Coatings (Ti-Zr-Nb)N // Nano-Electron. Phys. – 2014. -     V. 6, No. 4. - P. 04011-1 - 04011-5.
13. Structure and Physical and     Mechanical Properties of Nanocomposite (Zr-Ti-Cr-Nb)N and (Ti-Zr-Al-Nb-Y)N     Coatings, Obtained by Vacuum-Arc Evaporation Method / V.M. Beresnev,     I.N. Torianyk, A.D. Pogrebnjak, O.V. Bondar, M. Bilokur, O.V. Sobol,     D.A. Kolesnikov, S.V. Lytovchenko, P.V. Turbin // Springer Proceedings in Physics.     – 2015. – V. 156. – Р. 75-84.
14. Влияние остаточного давления и     ионной имплантации на структуру, элементный состав и свойства нитридов     (TiZrAlYNb)N / А.Д. Погребняк, И.В. Якущенко, О.В. Соболь, В.М.     Береснев, А.И. Купчишин, О.В. Бондар, М.А. Лисовенко, H.     Amekura, K. Kono, K. Oyoshi, Y. Takeda // Журнал техн. физики, 2015.     – Т. 85. - № 8. - С. 72-79.
15. Influence of Implantation of Au-     Ions on the Microstructure and Mechanical Properties of Nanostructured     Multielement (TiZrHfVNbTa)N Coating / A.D. Pogrebnyak, I.V. Yakushchenko,     O.V. Bondar, O.V. Sobol, V.M. Beresnev, K. Oyoshi, H. Amekura,     Y. Takeda // Physics of the Solid State, 2015. – V. 57. – № 8. – Р. 1556-1561.
16. Физико-механические свойства     покрытий (Ti-Zr-Nb)N, полученных методом вакуумно-дугового испарения /     В.М. Береснев, О.В. Соболь, С.С. Гранкин, У.С. Немченко, В.Ю.     Новиков, О.В. Бондар, Е.О. Беловол, О.В. Максакова,     Д.К. Ескермесов // Физика и химия обработки материалов. - 2015. – №     4. - С. 50-58.
17. A.V.     Pshyk, L.E. Coy, G. Nowaczyk, M. Kempiński, B. Peplińska, A.D. Pogrebnjak,     V.M. Beresnev, S. Jurga. High temperature behavior of functional     TiAlBSiN nanocomposite coatings // Surface & Coatings Technology.     -2016. - V.305.- P.49–61.
18. В.М.     Береснев, С.А. Клименко, О.В. Соболь, С.С. Гранкин, В.А. Столбовой,     П.В.Турбин, В.Ю. Новиков, А.А. Мейлехов, С.В. Литовченко, Л.В. Маликов.     Влияние режимов осаждения на структурно-фазовое состояние, твердость и     трибологические характеристики вакуумно-дуговых  многослойных покрытий Mo2N/CrN     // Сверхтвердые материалы. - 2016. - № 2. - С. 55-64.
19. Влияние     давления азота на структуру конденсатов, полученных из высокоэнтропийного     сплава AlCrTiZrNbY при вакуумно-дуговом осаждении / В.М. Береснев,     О.В. Соболь, У.С. Немченко, С.В. Литовченко,     Г.Ф. Горбань, В.А. Столбовой, Д.А. Колесников,     А.А. Мейлехов, А.А. Постельник, В.Ю. Новиков //     Вопросы атомной науки и техники. – 2016. – No. 2. – С. 86-91.